# Boock (Altmark)
Boock is een plaats en voormalige gemeente in de Duitse deelstaat Saksen-Anhalt, en maakt deel uit van de Landkreis Stendal.
Boock telt 301 inwoners.